# Kanauga
Kanauga – jednostka osadnicza w Stanach Zjednoczonych, w stanie Ohio, w hrabstwie Gallia.